# Herrenwies (Forbach)
Herrenwies ist ein Ortsteil der Gemeinde Forbach im Nordschwarzwald. Die kleine, abgelegene Siedlung wird vom nördlichen Teilbereich des 2014 gegründeten Nationalparks Schwarzwald umschlossen.

## Geographie

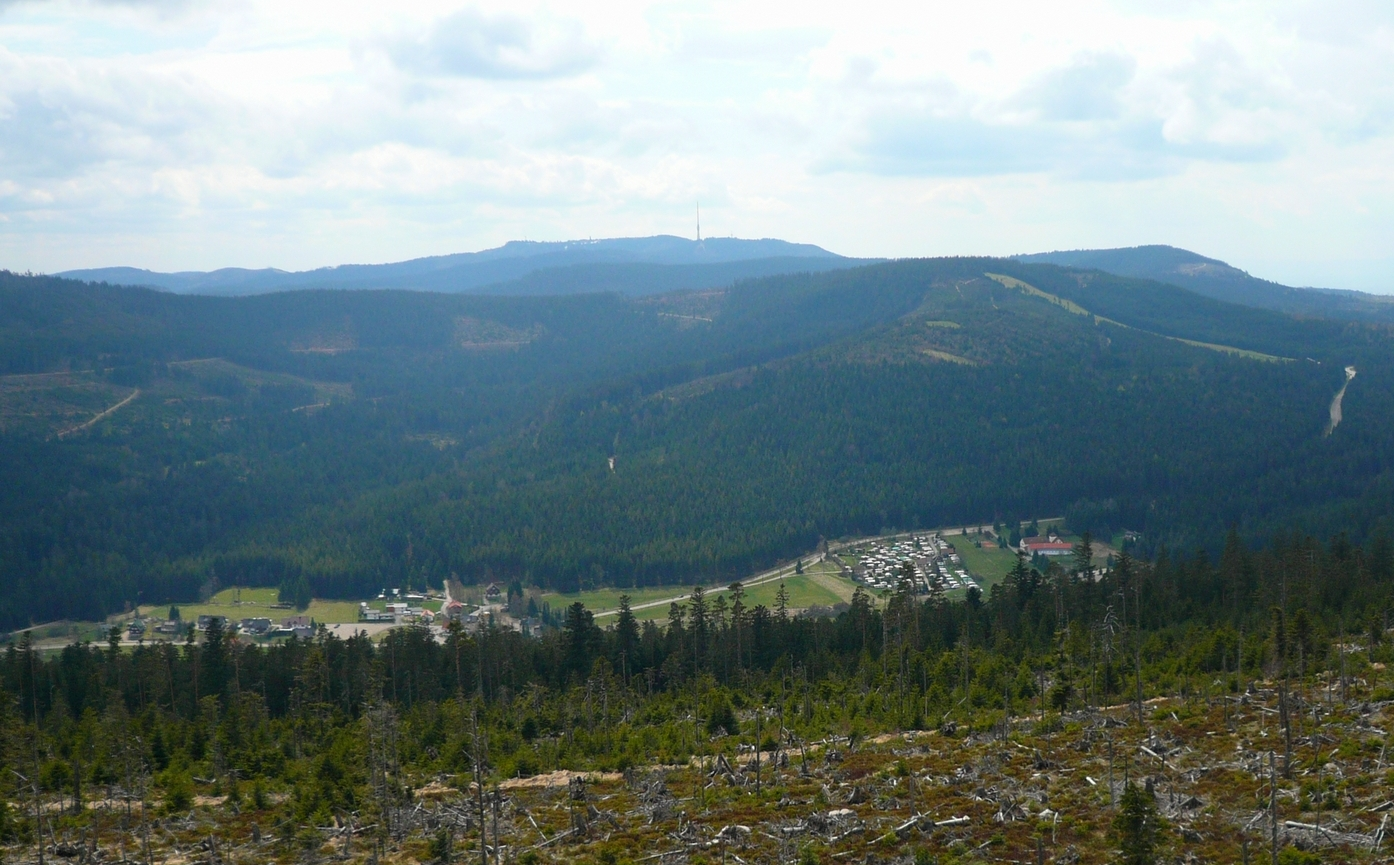
Blick von der Badener Höhe über Herrenwies zur Hornisgrinde (2008)

Herrenwies liegt auf ca. 750 m ü. NN im oberen Tal des zum Einzugsgebiet der Murg gehörenden Schwarzenbachs, etwa 3 km oberhalb der Schwarzenbachtalsperre und unterhalb der Badener Höhe. Der Ort liegt an der Landesstraße 83 (Bühlertal–Raumünzach), wenig unterhalb ihrer Kreuzung mit der Schwarzwaldhochstraße und etwa sieben Kilometer von jeder größeren Ansiedlung entfernt. Die nächste Ortschaft ist Bühlertal. Er besteht aus 34 Häusern. Die Einwohneranzahl beträgt circa 70 Menschen. Im Sommer stellt Herrenwies ein beliebtes Wandergebiet für Gäste aus dem Baden-Badener Umland dar. Im Winter wird die Gegend rund um Herrenwies von Ski-Langläufern genutzt.

## Geschichte
Schon im 15. Jahrhundert diente die Gegend südlich des Schwarzenbachs den Untertanen der Herren von Windeck aus Neusatz und Bühlertal als Viehweide, nördlich des Schwarzenbachs weidete Vieh der markgräflich-badischen Untertanen aus Beuern und Geroldsau. Im Jahr 1533 wird erstmals das Herrenwiser lehen urkundlich genannt. Auch Köhler, Pottaschebrenner und Harzer gingen hier ihrem Gewerbe nach. 1691 versuchten die Freiherren von Blittersdorff, die Nachfolger der Herren von Windeck, die unterschiedlichen Nutzungsinteressen auf der Herrenwiese durch die Ansiedlung eines Jägers und Waldhegers mit Schankerlaubnis zu ordnen. 1722 verkauften sie ihre Gerechtsame an das Haus Baden.
Markgräfin Sibylla Augusta von Baden, die versuchte, die Erträge dieses Landstrichs trotz der hier damals kaum möglichen Holzabfuhr zu steigern, erlaubte dem Hofglaser und Wirt Franz Anton Dürr aus Rastatt 1732 die Gründung der Glashütte Herrenwies mit zehn Werkstätten, einer Sägemühle und einem Wohnhaus. Der Vertrag lief auf 32 Jahre und wurde anschließend um 12 Jahre verlängert, nach dem Auslaufen 1778 jedoch gekündigt, da nun auch das Flößen von Brennholz über den Schwarzenbach möglich schien. An der Herrenwieser Schwallung wurde Wasser aufgestaut, um geschlagenes Holz abzutransportieren. Neben der Holznutzung diente die Gegend um Herrenwies als herrschaftliches Jagdrevier mit dem ehemals Dürrschen Haus als Jagdhaus. 1944 brannte das Haus ab.
Aus der Glashüttenzeit (1732–1778) besteht nur noch die 1744 errichtete und 1897 profanierte Kapelle St. Antonius. Sie wurde 2014 von dem Kultur-Verein Schwarzwaldhochstraße erworben und danach als Veranstaltungsort reaktiviert. Der Rossstall, der zu einem Forsthaus gehörte, wurde erst 1784 gebaut. Der exakte Standort der Glashütte mit den zehn Ofenwerkstätten konnte bisher nicht sicher ermittelt werden.
Bis zum Bau der Schwarzenbachtalsperre um 1922 lag ein Teil von Herrenwies auf dem Gebiet des heutigen Stausees. Die Häuser wurden zur Durchführung des Baus der Talsperre abgerissen und auf dem Gebiet des heutigen Herrenwies wieder aufgebaut.
Herrenwies gehörte zu Kappelwindeck, erst 1930 kam es zur Gemeinde Forbach.

## Wirtschaft und Infrastruktur
In Herrenwies liegt ein ganzjährig geöffneter Campingplatz (vorwiegend Dauercamper) sowie das Geschwister-Scholl-Haus des Kolpingwerkes.
Weiter gibt es in Herrenwies eine Jugendherberge, die als Umweltstudienplatz ausgeschrieben ist und über 140 Betten verfügt.
Mit dem 1972 eröffneten und 2016 geschlossenen „Turning Point“ verfügte Herrenwies über eine, im Keller des alten Schulhauses gelegene, überregional bekannte Veranstaltungsstätte und Diskothek.
2024 eröffnete in dem denkmalgeschützten ehemaligen Rossstall das Nationalparkhaus Herrenwies mit einer Ausstellung.
Trotz der geringen Einwohnerzahl gibt es in Herrenwies einen Fasnachtsverein, die Teufel vom Teufelskamin 1998 e. V.